# Zelten
Il zelten è un dolce a base di frutta secca (pinoli, noci, mandorle) e canditi tipico della regione storica tirolese (Trentino-Alto Adige e Tirolo).

## Descrizione
Il nome ha forse origine dal termine tedesco selten (raramente), volto ad indicare l'occasione speciale della sua preparazione, che avviene per lo più in periodo natalizio. Inizialmente il zelten nacque infatti come dolce invernale, periodo in cui era più probabile trovare frutta secca, per poi diventare un vero e proprio simbolo della pasticceria tipica trentina.
La ricetta era conosciuta anche nel 1700, quando già veniva citata in trattati di cucina, ma è compresa inoltre in un manoscritto disponibile presso la biblioteca comunale di Rovereto, in cui viene descritta la preparazione del Celteno.
Nonostante la varietà degli ingredienti si differenzi da zona a zona, si può comunque riconoscere un impasto di base comune ad ogni qualità di zelten, costituito da farina, uova, burro, zucchero e lievito. La qualità di frutta secca maggiormente impiegata è invece costituita da noci, fichi secchi, mandorle, pinoli e uva sultanina.